# 美國國歌抗議活動 (2016年至今)
2016年8月以来，一些美国运动员在比賽前演奏美国国歌時單膝跪地，以抗议美國警察暴行和种族主义。2017年以来，抗议內容還加入了對美國總統唐納·川普的批评。
該抗议活动最早始於美国國家美式橄欖球聯盟舊金山49人四分卫科林·卡佩尼克發起。在黑人的命也是命運動發起後，卡佩尼克决定，在2016赛季的季前赛奏国歌时坐在长凳上，以抗议黑人遭受的不公。其隊友埃里克·里德同樣加入抗議，但形式改為單膝跪地。此後單膝下跪成為一種抵抗象徵。
在接下来的几个赛季中，各支NFL球隊都有隊員在演奏國歌時單膝跪地，特朗普對此抗議行為大為不滿。2017年9月22日，特朗普在一場集會中公開呼籲NFL解僱單膝跪地的抗議球員。2017年9月24日，有200多名球员單膝跪地，以抗議特朗普要求解僱抗議球員的言論。
2017年8月，克里夫蘭布朗隊近端锋德瓦维在与纽约巨人的比赛开场奏美国国歌时单膝下跪，成为首位国歌响起时未起立的白人美式足球选手。
2017年10月，美國副總統迈克·彭斯在出席观看印城小馬與旧金山49人的比賽時，因为不满部分球员在演奏国歌时单膝跪地，決定中场离席。事後彭斯受到了特朗普的表揚。2018年5月23日，NFL要求赛前演奏国歌时球员必须保持站姿、或者留在更衣室中，否则将面临联盟的处罚。
2020年隨著乔治·弗洛伊德之死引发的示威活动在美國蔓延，唱國歌時跪膝再次成為體壇話題。

## 另見
- 1968年黑人權力致敬事件
- 提姆·提伯